# إغناثيو خواريجوي
إغناثيو خواريجوي (بالإسبانية: Ignacio Jáuregui)‏ هو مدرب كرة قدم ولاعب كرة قدم مكسيكي في مركز الدفاع، ولد في 31 يوليو 1938 في غوادالاخارا في المكسيك. شارك مع منتخب المكسيك لكرة القدم. أما مع النوادي، فقد لعب مع نادي أطلس ونادي مونتيري.

## وصلات خارجية
- إغناثيو خواريجوي على موقع الاتحاد الدولي (مؤرشف)  (الإنجليزية)
- إغناثيو خواريجوي على موقع قاعدة بيانات كرة القدم.إي يو (الإنجليزية)
- إغناثيو خواريجوي على موقع ناشيونال فوتبول تيمز (الإنجليزية)
- إغناثيو خواريجوي على موقع Soccerway.com (الإنجليزية)